# Sophia Naturalization Act

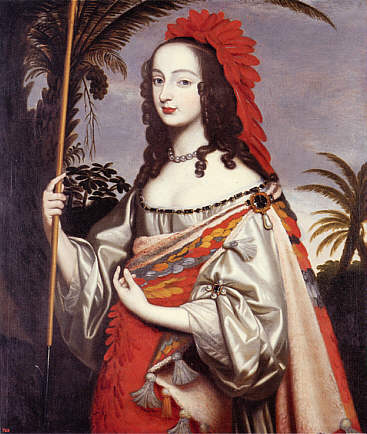
Sophia van Hannover

De Sophia Naturalization Act, voluit de Act for the Naturalization of the Most Excellent Princess Sophia, Electress and Duchess Dowager of Hanover, and the Issue of her Body is een wet die in 1705 werd aangenomen door het Engelse parlement. De wet hield in feite een nadere regeling in van de Act of Settlement uit 1701 die regelde dat de protestantse nakomelingen van keurvorstin Sophia van Hannover de Engelse troon zouden erven.
Vrijwel meteen na de aanname van de Act of Settlement, realiseerde men zich dat Sophia, hoewel aangewezen als de stammoeder van het Engelse koningshuis, niet beschikte over de Engelse nationaliteit. De Naturalization Act, nu, regelde dat Sophia en al haar nakomelingen (issue of her body) automatisch de Engelse nationaliteit zouden verkrijgen. Dit gold in eerste instantie haar zoon George van Hannover, die negen jaar na de aanname van deze wet de Britse troon zou bestijgen als koning George I. Uitgesloten werden – evenals in de Act of Settlement zelf – enkel die nakomelingen die rooms-katholiek waren, of die trouwden met iemand die behoorde tot die Kerk. Omdat de wet verder paal noch perk stelde aan de automatische verkrijging van het Engelse, later Britse, staatsburgerschap ontstond er een groot gezelschap – van niet-Britse – adel, dat aanspraken kon maken op de Britse nationaliteit.
De wet werd in 1948 afgeschaft, met de bepaling dat die geldig bleef voor al diegenen die voor 1948 waren geboren. Personen die - met succes - een beroep deden op de wet waren Ernst August, hertog van Brunswijk, die in 1957 werd erkend als Brits staatsburger en Alexander van Joegoslavië. Volgens de Naturalization Act bezit ook de Nederlandse prinses en voormalig koningin Beatrix (die via de lijn Sophia – George I – George II – Augusta Frederika van Hannover – Augusta Caroline van Brunswijk – Paul van Württemberg – Pauline van Württemberg – Helena van Nassau – Emma van Waldeck-Pyrmont – koningin Wilhelmina der Nederlanden en koningin Juliana der Nederlanden afstamt van Sophia van Hannover) rechtens het Brits staatsburgerschap. De Nederlandse prinsessen Beatrix, Irene, Margriet en Christina stammen ook via dertien andere lijnen van keurvorstin Sophia af. Prinses Irene en prinses Christina verloren hun Britse nationaliteit omdat zij beiden met katholieke mannen huwden. Bovendien bekeerde Irene zich tot het rooms-katholieke geloof. Voor latere generaties van het Oranjehuis heeft de wet geen geldigheid meer.